# Bệnh gút
Bệnh gút (gút bắt nguồn từ từ tiếng Pháp goutte /ɡut/), còn gọi là thống phong, là một loại viêm khớp, thường gặp ở nam giới. Phần lớn các bệnh nhân gút được chẩn đoán là nam giới tuổi trung niên có cơn gút cấp trên một tiền sử bệnh tiềm ẩn và phần lớn bệnh nhân có uống rượu thường xuyên.

## Từ nguyên
Từ gút trong bệnh gút bắt nguồn từ từ tiếng Pháp goutte /ɡut/. Từ goutte trong tiếng Pháp bắt nguồn từ từ tiếng La-tinh gutta.

## Nguyên nhân

Uric acid

Nguyên nhân sâu xa của bệnh gút nằm ở những trục trặc về gen. Cho đến nay, giới khoa học đã xác định được 5 gen liên quan đến bệnh gút: HGPRT1, Glc6-phosphat tại gan và 3 gen PRPPs1,2,3 có trong tinh hoàn. Trong bệnh gút, viêm xảy ra do các tinh thể nhỏ của một chất gọi là Acid uric lắng đọng trong khớp, đó là tinh thể muối Urat. Có nhiều nguy cơ lắng đọng muối Urat nếu nồng độ Acid uric cao trong cơ thể. Tuy nhiên, hội chứng tăng Acid uric và bệnh gút là hai vấn đề cần phần biệt, cho dù có liên hệ chặt chẽ với nhau. Acid uric là một chất thải hình thành bởi sự phá hủy tự nhiên chất purin trong cơ thể (chất purin có trong các tế bào của cơ thể). Thói quen ăn nhậu, thói quen dinh dưỡng không phù hợp không chỉ làm tăng hàm lượng purin mà còn là nguồn chuyển hóa dở dang tạo ra vô số các gốc tự do, chu chuyển lang thang trong cơ thể và sẵn sàng gắn vào bất kỳ gen nào có nguy cơ biến đổi.
Gout là một bệnh lý rối loạn chuyển hóa purin làm tăng Acid uric máu dẫn đến ứ đọng tinh thể muối Urát tại khớp gây viêm khớp. Biểu hiện lâm sàng đặc trưng thường là sưng tấy, nóng, đỏ, đau dữ dội tại một hay nhiều khớp. Đa phần bệnh nhân khi điều trị dứt được cơn đau đều tự cho là đã khỏi bệnh mà không biết rằng bệnh vẫn đang âm thầm tiến triển bên trong. Nếu không được điều trị tiếp tục và triệt để, các cơn đau sẽ xuất hiện trở lại ngày càng nhiều và nặng hơn. Ở giai đoạn muộn hơn, có thể xuất hiện những u, cục gọi là hạt tophi (tiếng Anh là topus) xung quanh khớp, ảnh hưởng rất lớn đến thẩm mỹ, có nguy cơ gây biến dạng khớp và có thể dẫn đến tàn phế.

### Nguy cơ mắc bệnh
Đàn ông có nhiều khả năng mắc bệnh gút hơn phụ nữ, do các gen bị trục trặc thường có ở nam. Tuy nhiên, phụ nữ có nam tính mạnh cũng vẫn bị mắc gút như thường. Các yếu tố có nguy cơ khác bao gồm béo phì, tiền sử gia đình, bệnh thận, huyết áp cao, hội chứng chuyển hóa, nghiện rượu và sử dụng của một số thuốc (Aspirin, thuốc lợi tiểu).

## Triệu chứng

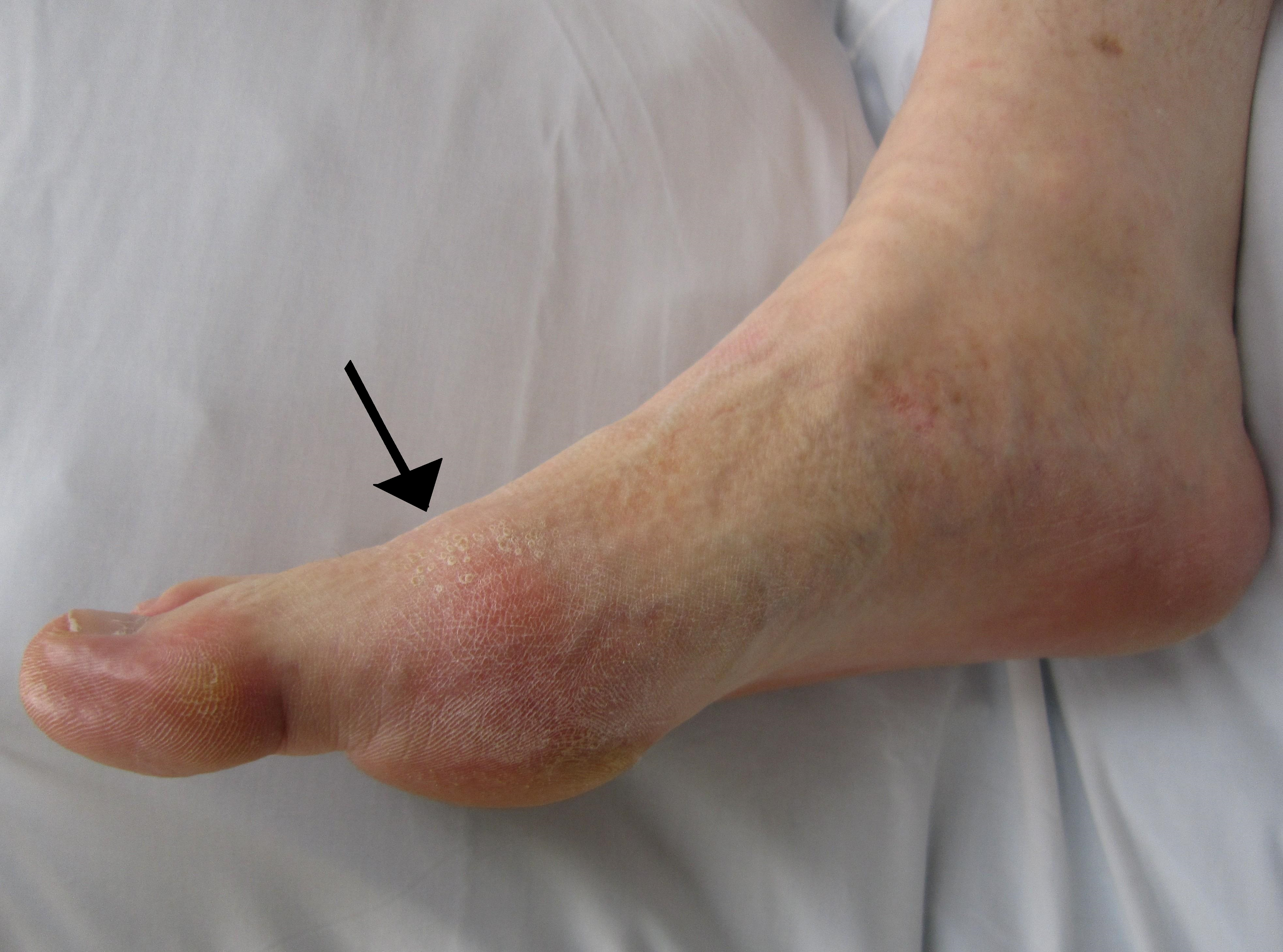

Giai đoạn đầu tiên thường là không có bất kỳ triệu chứng nào ngoại trừ nồng độ acid uric trong máu cao. Các triệu chứng đầu tiên thường gặp là ngón cái sưng đỏ và đau nhức. Thường thì cơn đau sẽ xảy đến sau một tác động vật lý nào đó tại chỗ bị đau, hoặc sau một sự kiện về dinh dưỡng (ăn nhậu, tiệc tùng). Đau thường xuất hiện ở các khớp bao gồm các khớp mắt cá chân, bàn chân, đầu gối, cổ tay, khuỷu tay và khớp nhỏ của bàn tay, có khi ở những khớp nhỏ có ở khắp nơi trên cơ thể. Các tinh thể muối urate gây viêm khớp, dẫn đến sưng đỏ, nóng, đau, và cứng khớp. Hầu hết các bệnh nhân có các cơn đau tái phát trong vòng vài năm, tuỳ theo thể trạng và lối sống, mà thường là từ 1-3 năm. Nếu không chữa trị, trong giai đoạn sau, các cơn đau khớp cấp sẽ gây tổn thương nhiều khớp, làm tổn thương khớp, mất vận động, đau mãn tính và hình thành cục tophi (do tinh thể Urat lắng đọng trong mô mềm).

## Chẩn đoán
Gút thường được chẩn đoán lâm sàng bằng cách chọc hút dịch khớp và tìm tinh thể muối Urat dưới kính hiển vi. Cách thông thường để nhận biết đối với bệnh nhân xuất hiện cơn gút cấp đầu tiên là cho uống Colchicine. Sau một vài giờ, thuốc có tác dụng giảm đau, thì có thể đó là gút. Trong cơn gút cấp, nồng độ Acid uric máu có thể bình thường chứ không nhất thiết phải tăng cao. Do đó, không thể sử dụng xét nghiệm máu để loại trừ chẩn đoán gút cấp. Tuy nhiên, có thể giám sát nồng độ Acid uric máu để theo dõi hiệu quả của phương pháp điều trị thể hiện ở nồng độ Urat trong máu giảm.

## Điều trị
Một khi đã mắc bệnh gút thì cơn gút cấp sẽ xảy ra sớm hoặc muộn dù bạn có dùng hay không dùng thuốc. Mục tiêu trong điều trị bệnh gút chính là giúp bệnh nhân giảm bớt đau đớn khi bị cơn gút cấp tấn công, giúp khoảng cách giữa các cơn gút dài ra, ngăn ngừa các cơn tấn công khác và tránh sự hình thành của sạn thận và khối u dưới da quanh khớp bị gút. Quá trình điều trị thành công có thể giúp làm giảm các khó chịu do triệu chứng gút gây ra cũng như giảm mức độ phá hủy về lâu dài ở những khớp xương bị gút.

### Điều trị bằng thuốc tây
Sau khi chẩn đoán gút được xác định, một số loại thuốc sẽ được chỉ định trong điều trị cơn gút cấp. Đối với hầu hết các bệnh nhân, thuốc tốt nhất trong cơn gút cấp là thuốc chống viêm không Steroid (NSAID). Bên cạnh đó, ta có thể sử dụng một số thuốc như colchicine (chú ý colchicine có nhiều phản ứng phụ) dùng 2-3 lần / ngày, dùng càng sớm càng tốt. Đôi khi, steroid được sử dụng để điều trị bệnh gút. Nếu các cơn gút cấp xảy ra thường xuyên và nặng hơn, cần can thiệp y tế kịp thời. Một trong những phương pháp điều trị khá phổ biến hiện nay là kết hợp giữa Y học cổ truyền và Y học hiện đại.
Điều cần lưu ý là các bệnh nhân mạn tính, sau khi bị mắc gút trong một thời gian dài mà không chữa khỏi, sẽ có thể kéo theo một số bệnh khác như suy thận, gan, phù nề giữ nước. Việc sử dụng thuốc để chữa các bệnh này một cách không có kiểm soát sẽ làm cho bệnh gút thêm nặng hơn.

### Điều trị bằng dược liệu
Để hỗ trợ điều trị bệnh gout, giảm axit uric trong cơ thể có thể dùng một số liệu pháp từ thiên nhiên an toàn và hiệu quả như:

#### Trái anh đào
Trải qua nhiều thập kỉ, trái anh đào đã thu hút được sự quan tâm đáng kể từ các bệnh nhân gout cho đến những nhà nghiên cứu y học về khả năng phòng chống và điều trị bệnh gout. Các nghiên cứu thực nghiệm được tiến hành ở người và vật khỏe mạnh đã chứng minh rằng các sản phẩm từ anh đào giúp làm giảm hàm lượng axit uric. Các nghiên cứu khác cho thấy những sản phẩm từ anh đào có chứa hàm lượng anthocyanins cao có đặc tính chống oxy hóa và kháng viêm. Hơn nữa, một số nhà sản xuất anh đào đã tuyên bố rằng các sản phẩm làm từ anh đào có khả năng giảm thiểu các cơn đau do gout gây ra và một số bệnh nhân đã bắt đầu sử dụng anh đào như một liệu pháp chính để phòng chống và đối phố với các cơn gout. Ngoài ra, các cuộc nghiên cứu cũng cho thấy rằng anh đào giúp gia tăng đáng kể tác dụng của allopurinol trong việc ngăn chặn các cuộc tấn công của bệnh gout. 

#### Cây móng quỷ
Cây móng quỷ thuộc họ Pedaliaceae, được biết đến với các tên gọi khác như cây mỏ neo, cây nhện gỗ hoặc cây harpago. Một số nghiên cứu lâm sàng đã chỉ ra rằng cây móng quỷ có hiệu quả trong việc chữa trị các bệnh về viêm khớp và thấp khớp. Harpagoside (thành phần hóa học có trong cây móng quỷ) có tác dụng giảm đau ngoại vi. Nghiên cứu trên con người cho thấy hiệu quả giảm đau trong việc sử dụng chiết xuất từ cây móng quỷ có chứa harpagoside lên các cơn đau ở đầu gối, khớp hông và vùng lưng dưới. Mặc dù chưa có một cơ chế hoạt động cụ thể cho công dụng này, tuy nhiên nó được cho là gắn liền với đặc tính kháng viêm sẵn có của loại chiết xuất này. 
Với công dụng làm giảm đường huyết đã được chứng minh, việc sử dụng cây móng quỷ cần được cân nhắc kĩ lưỡng đối với bệnh nhân tiểu đường đang sử dụng các loại thuốc hạ đường huyết khác, vì nó có thể dẫn đến việc sử dụng quá liều, gây nguy hiểm cho bệnh nhân. Cây móng quỷ có khả năng làm giảm huyết áp ở động mạch và giảm nhịp tim ở động vật. Tác dụng bảo vệ giúp chống lại triệu chứng rối loạn nhịp tim cũng được ghi nhận ở loài cây này. Cũng vì vậy, chiết xuất cây móng quỷ có thể kết hợp với một số thuốc khác gây ảnh hưởng lên nhịp tim, huyết áp. Tuy nhiên, liều lượng đưa vào cần phải được cân nhắc và có thể xảy ra một số phản ứng phụ trong quá trình sử dụng. Cây móng quỷ cũng có tác dụng làm loãng máu, vì vậy cẩn chú ý khi sử dụng chung với các loại thuốc có khả năng làm loãng máu khác. 
Bệnh nhân mắc bệnh viêm loét tá tràng không nên sử dụng cây móng quỷ, do ảnh hưởng của nó đối với độ pH ở dạ dày. Do có khả năng giục sinh, chiết xuất cây móng quỷ được chống chỉ định trong thời kì mang thai ở phụ nữ. 
Chiết xuất của cây móng quỷ có thể hấp thu dưới nhiều hình thức, vì vậy mà liều lượng thường thay đổi theo mỗi dạng khác nhau, tùy thuộc vào hàm lượng của các thành phần khác. Sau đây là những liều lượng sử dụng đã được kiểm nghiệm lâm sàng và khuyến cáo sử dụng. Rễ khô: Hòa tan 0.5-1.0g trong nước rồi cho bệnh nhân uống để kích thích dạ dày và quá trình tiêu hóa. Bột rễ khô (dạng viên nén hoặc viên nang): 1800–2400 mg (harpogoside 50–100 mg), dùng điều trị bệnh viêm khớp, các triệu chứng đau cơ xương và kháng viêm. Dung dịch thô chiết xuất từ rễ: 2-9g mỗi ngày, điều trị bệnh đau lưng dưới và viêm xương khớp.

#### Cỏ linh lăng
Chiết xuất ethyl acetate từ mầm cỏ linh lăng có tác dụng chống viêm để dùng hỗ trợ điều trị các chứng rối loạn và gây viêm. Kết quả đã được nghiên cứu đã chứng minh rằng việc bổ sung chiết xuất từ mầm cỏ linh lăng sẽ giúp ức chế sự sản sinh các chất cytokines tiền viêm và làm giả nguy cơ viêm cấp tính.

#### Giấm táo
Giấm táo có công dụng cao trong điều trị sưng cơ và đau khớp. Để làm dịu đi các cơn mệt mỏi và đau nhức cơ khớp, cách tốt nhất đó chính là sử dụng giấm táo khi tắm kết hợp cùng các động tác tự xoa bóp thư giãn. Giấm táo còn có công dụng điều trị các bệnh viêm khớp. Các cặn lắng gây choáng chỗ, làm khớp xương bị xơ cứng, giãn to và làm hư hại các khớp xương. Các vấn đề về khớp và bệnh viêm khớp gây đau đớn, tàn tật đều là những hậu quả đáng buồn. Các cặn lắng này sẽ được làm tan biến bằng cách uống giấm táo mỗi ngày. 

#### Bồ công anh
Rễ cây bồ công anh có chứa axít kynurenic, một amino axít giúp hỗ trợ hệ tiêu hóa, điều trị bệnh viêm khớp dạng thấp. Các đặc tính tiền sinh học của bồ công anh là do trong rễ cây có chứa chất xơ (inulin) và sesquiterpene lactones. Nếu được thu hoạch vào mùa thu thì trong rễ bồ công anh sẽ có lượng inulin cao nhất và lượng sesquiterpene lactones trong rễ bồ công anh cũng có tác dụng làm dịu cơn viêm rất tốt.

#### Các loại thảo dược khác
Các chiết xuất từ thực vật như hạt cần tây, lá cần tây tươi, sung sấy khô, nghệ, vỏ quế và lá cây hương thảo có tác dụng giúp làm giảm đáng kể hàm lượng axit uric trong huyết tương và trong nước tiểu do các chiết xuất này có tác dụng chống oxy hóa và kháng viêm nhờ có chứa các hợp chất phenolic, các axit béo chưa bão hòa, các axit béo mạch dài và các phytosterols. 

## Phòng tránh
Nếu bạn đang thừa cân hay béo phì thì việc giảm cân qua ăn uống lành mạnh và thường xuyên hoạt động thể chất là điều rất quan trọng. Nghiên cứu cho thấy giảm cân có thể làm giảm nồng độ acid uric và giảm xuất hiện các cơn gút cấp. Nếu bạn nghiện rượu, bạn nên giảm hoặc ngưng hoàn toàn. Uống nhiều bia hoặc rượu mạnh làm tăng cơ hội mắc bệnh gút. Cụ thể, việc uống rượu nhiều sẽ làm sản sinh Acid lactic. Acid lactic sẽ tranh chấp đào thải với Acid uric, làm cho lượng Acid uric không thể thoát ra ngoài hoặc thoát với khối lượng không đủ. Bạn nên uống ít nhất 2-3 lít nước mỗi ngày vì nó giúp hoà tan acid uric trong cơ thể và loại bỏ theo đường tiết niệu ra ngoài. Ăn thực phẩm có nhiều purin (như cá cơm, cá mòi, ngỗng,...) cũng có thể gây tăng Acid uric. Những người ăn nhiều hải sản và thịt (đặc biệt là thịt nội tạng như gan, thận, não, tim) cũng có nguy cơ mắc bệnh gút. Ngoài ra, ở lứa tuổi 30 trở lên, nên tránh những thay đổi đột ngột của cơ thể, như đang nóng mà tắm nước lạnh, sốc cơ thể... có thể sẽ là tác nhân để sự chuyển hoá từ Acid uric thành muối Urat diễn ra.